# 9701 Mak
9701 Mak è un asteroide della fascia principale. Scoperto nel 1973, presenta un'orbita caratterizzata da un semiasse maggiore pari a 2,3340907 UA e da un'eccentricità di 0,1304540, inclinata di 2,60369° rispetto all'eclittica.